# Kane Williamson
Kane Stuart Williamson (* 8. August 1990 in Tauranga, Neuseeland) ist ein neuseeländischer Cricketspieler, der seit 2010 für die neuseeländische Nationalmannschaft spielt und seit 2016 ihr Kapitän ist.

## Kindheit und Ausbildung
Williamson ist zusammen mit seinem Zwillingsbruder Logan das jüngste Kind von fünf Geschwistern. Er besuchte das Tauranga Boys’ College und betrieb dort mehrere Sportarten, wie Rugby und Hockey. Sein First-Class-Debüt gab er im Jahr 2017 mit den Northern Districts. Als Kapitän führte er das neuseeländische Team zum ICC U19-Cricket-Weltmeisterschaft 2008 in Malaysia.

## Aktive Karriere

### Anfänge in der Nationalmannschaft
Sein Debüt in der Nationalmannschaft gab er bei einem Drei-Nationen-Turnier in Sri lanka im August 2010. Zu Beginn der Saison 2010/11 erzielte er mit 108 Runs aus 132 Bällen im vierten ODI der Tour in Bangladesch sein erstes Century. Kurz darauf gab er sein Test-Debüt in Indien und konnte dabei ebenfalls ein Century über 131 Runs aus 299 Bällen erreichen. In der folge konnte er sich in der Nationalmannschaft etablieren. Bei der Tour in Simbabwe im Oktober 2011 absolvierte er sein erstes Twenty20 und konnte in den ODIs ein weiteres Century über 100* Runs aus 69 Bällen erzielen. Zum Ende der Saison konnte er gegen Südafrika im dritten Test ein Century über 102 Runs aus 228 Bällen erreichen und so das Remis retten.
Beim ICC World Twenty20 2012 nahm er an seiner ersten Weltmeisterschaft teil, konnte jedoch nicht herausragen. Im November 2012 bei der Tour in Sri Lanka erzielte er ein Century über 135 Runs aus 305 Bällen. Zu Beginn des Jahres 2013 konnte er auch wieder im ODI-Cricket ein Century erreichen, als er in Südafrika 145* Runs aus 136 Bällen im zweiten Spiel der Serie erreichte und als Spieler des Spiels ausgezeichnet wurde. Beim ICC Champions Trophy 2013 war seine beste Leistung ein Half-Century über 67 Runs gegen England, was jedoch nicht zum Sieg und damit zum Halbfinaleinzug reichte. Die Saison 2013/14 begann für ihn mit einer Tour in Bangladesch, bei der er im ersten Test ein Century über 114 Runs aus 210 Bällen erreichte. Auch gegen Indien konnte er im Februar 2014 ein Test-Century über 113 Runs aus 172 Bällen erzielen.

### Aufstieg zum Kapitän
Der ICC World Twenty20 2014 verlief für Williamson erfolgreicher als die vorhergehende Ausgabe. So konnte er gegen Südafrika ein Half-Century über 51 Runs erzielen, was jedoch nicht zum Sieg reichte und so schied Neuseeland letztendlich in der Super-10-Runde aus. Im Sommer 2014 gelangen ihm in der Test-Serie in den West Indies zwei Centuries (113 Runs aus 298 Bällen und 161* Runs aus 271 Bällen), wofür er als Spieler der Serie ausgezeichnet wurde. In der Saison 2014/15 erreichte er zunächst im dritten Test gegen Pakistan ein Century über 192 Runs aus 244 Bällen. In der folgenden ODI-Serie kam dann ein Century über 123 Runs aus 105 Bällen hinzu. Auf der folgenden Tour gegen Sri Lanka konnte er zunächst im zweiten Test ein Double-Century über 242 Runs aus 438 Bällen erreichen, bevor er ein weiteres Century im vierten ODI über 103 Runs aus 107 Bällen erzielte. In beiden Spielen wurde er als Spieler des Spiels ausgezeichnet. Kurz vor der Weltmeisterschaft kam dann noch mal ein ODI-Century über 112 Runs aus 88 Bällen gegen Pakistan hinzu. Beim Cricket World Cup 2015 erreichte er seine beste Leistung im Eröffnungsspiel gegen Sri Lanka, als ihm ein Half-Century über 57 Runs erreichte.
In der Saison 2015 erzielte er gegen England im ersten Test (132 Runs (262 Bälle)) und dritten ODI (118 (113)) jeweils ein Century. Die Saison 2015/16 begann mit einer Tour in Australien, bei der er in den ersten beiden Tests jeweils ein Century (140 (178) und 160 (250)) erreichte. Auch bei der folgenden Test-Serie gegen Sri Lanka erzielte er ein Century über 108* Runs aus 164 Bällen und konnte so den zweiten Test für Neuseeland entscheiden. Beim ICC World Twenty20 2016 in Indien waren seine beste Leistung 42 Runs gegen Bangladesch, für die er als Spieler des Spiels ausgezeichnet wurde. Nachdem im Februar 2016 der bisherige Kapitän Brendon McCullum seinen Rücktritt nach der Weltmeisterschaft angekündigt hatte, übernahm Williamson ab April des Jahres diese Rolle in allen drei Formaten.

### Führung Neuseelands an die Weltspitze
Seine erste Tour als Kapitän führte ihn im August 2016 nach Simbabwe, wobei er im zweiten Test ein Century 113 Runs aus 151 Bällen erzielte und als Spieler des Spiels ausgezeichnet wurde. Die Saison 2016/17 begann mit einer Tour in Indien, bei der er ein ODI-Century über 118 Runs aus 128 Bällen erreichte. Gegen Bangladesch im Januar 2017 konnte er im ersten Test ein Century über 104* Runs aus 90 Bällen erreichen. Im März 2017 kam Südafrika nach Neuseeland und Williamson konnte jeweils ein Century im ersten (130 (241)) und dritten (176 (285)) erreichen. Bei der ICC Champions Trophy 2017 konnte er in den drei Spielen ein Century gegen Australien (100 Runs aus 97 Bällen) und zwei Half-Centuries gegen Gastgeber England (87 Runs) und Bangladesch (57 Runs) erzielen.
Nachdem er im Januar 2018 gegen Pakistan ein ODI-Century über 115 Runs aus 117 Bällen erzielt hatte, gelangen ihm im März gegen England jeweils ein Century in der Test- (102 (220)) und der ODI-Serie (112* (142)). In der Saison 2018/19 erreichte er in den Tests ein Century gegen Pakistan (139 (283)) und ein Double-Century gegen Bangladesch (200* (257)). Im Sommer führte er das Team beim Cricket World Cup 2019. Dort konnte er in der Vorrunde gegen Südafrika (106* (138)) und die West Indies (148 (154)) jeweils ein Century erreichen und gegen Afghanistan ein Half-Century (79). Im Halbfinale gegen Indien trug er ein Half-Century über 67 Runs bei und erreichte so mit dem Team das Finale. Dort unterlagen sie gegen England, nachdem das Spiel nach unentschieden der regulären Over und des Super Overs auf Grund von Zählungen der erzielten Boundaries entscheiden wurde.

### World Test Championship und Verletzungen
Im November 2019 erreichte er im zweiten Test gegen England über 104 Runs aus 234 Bällen. In der Saison 2020/21 konnte er zunächst gegen die West Indies im ersten Test ein Double-Century über 251 Runs aus 412 Bällen erreichen. Bei der darauf folgenden Tour gegen Pakistan gelangen ihm im ersten Test ein Century über 129 Runs aus 297 Bällen und im zweiten ein Double Century über 238 Runs aus 364 Bällen. Dafür wurde er als Spieler der Serie ausgezeichnet. Im Sommer 2021 führte er das neuseeländische Team zur erstmals ausgetragenen Test-Weltmeisterschaft als er mit dem Team im Finale Indien schlug und selbst das Team im zweiten Innings mit einem Half-Century über 52* Runs über die Linie brachte. Beim ICC Men’s T20 World Cup 2021 konnte er Neuseeland ins Finale gegen Australien führen. Zwar erzielte er ein Half-Century über 85 Runs, jedoch reichte dieses nicht zum Turniergewinn. Im Dezember 2021 brach bei Williamson eine Ellenbogen-Verletzung Verletzung auf, die er schon das ganze Jahr über hatte und sorgte dafür, dass er über Monate nicht Einsatzfähig war. Im Juni 2022 kam er dann wieder zurück. Im Oktober erreichte er in einem heimischen Drei-Nationen-Turnier gegen Pakistan ein Fifty über 59 Runs.
Beim ICC Men’s T20 World Cup 2022 erzielte er in der Vorrunde gegen Irland ein Half-Century über 6 Runs, scheiterte im Halbfinale dann jedoch mit dem Team an Pakistan. Nach dem Turnier folgte dann jeweils ein weiteres Fifty in der ODI- (94* Runs) und Twenty20-Serie (61 Runs) gegen Indien. Daraufhin reiste er nach Pakistan, wo ihm im ersten Test ein Double-Century über 200* Runs aus 395 Bällen gelang und er als Spieler des Spiels ausgezeichnet wurde. In den ODIs folgten dann noch zwei weiteren Fifties (85 und 53 Runs). Gegen England folgte dann im Februar ein weiteres Century in den Tests (132 (282)). Daraufhin folgte Sri Lanka die nach Neuseeland reisten. Im ersten Test erzielte er ein Century (121* (194)) und im zweiten ein Double Century über 215 Runs aus 296 Bällen, wofür er als Spieler der Serie ausgezeichnet wurde. Im April 2023 zog er sich dann einen Kreuzbandriss im ersten Spiel der Indian Premier League 2023, bei dem er für die Gujarat Titans spielte zu. Damit fiel er abermals für mehrere Monate aus.

### Rücktritt als Kapitän
Im September 2023 wurde er für den Cricket World Cup 2023 nominiert, etwas was kurz nach der Verletzung als unwahrscheinlich eingestuft wurde. Dort erzielte er bei seinem ersten Spiel gegen Bangladesch ein Fifty über 78* Runs, wobei er das Spiel verletzt abbrechen musste, nachdem er sich den Daumen gebrochen hatte. Im weiteren Verlauf des Turniers erreichte er ein weiteres Fifty über 95 Runs gegen Pakistan. Im Halbfinale gegen Gastgeber Indien gelang ihm ein Half-Century über 69 Runs, was jedoch nicht zum Finaleinzug ausreichte. Nach dem Turnier gelang ihm ein Century über 104 Runs aus 205 Bällen im ersten Test gegen Bangladesch. Das neue Jahr eröffnete er mit einem Fifty (57 Runs) in der Twenty20-Serie gegen Pakistan. Im Februar traf man auf Südafrika und im ersten Spiel der Test-Serie konnte er zwei Centuries (118 (289) & 109 (132)) erreichen, bevor ihm im zweiten Spiel mit 133* Runs aus 260 Bällen ein weiteres erzielte. Dafür wurde er, nachdem beide Spiele gewonnen wurden, als Spieler der Serie ausgezeichnet. Die Saison beschloss er dann mit einem Fifty (51 Runs) im zweiten Test gegen Australien. Im Juni 2024 führte er das Team beim ICC Men’s T20 World Cup 2024 an, wobei seine beste Leistung 18* Runs gegen Papua-Neuguinea waren. Doch schied man schon in der Vorrunde aus und nach dem Turnier erklärte er keinen weiteren zentralen Vertrag mit dem neuseeländischen Verband anzustreben, sowie seinen Rücktritt als Kapitän in den kurzen Formaten. Im September erreichte er ein Fifty in den Tests in Sri Lanka.
In der Folge litt er an einer Oberschenkelverletzung und musste abermals aussetzen. Im November folgte eine Test-Serie gegen England, die er mit zwei Fifties (93 und 61 Runs) im ersten Spiel begann. Im dritten Spiel der Serie konnte er dann ein weiteres Century über 156 Runs aus 204 Bällen erreichen. Bei einem Drei-Nationen-Turnier in Pakistan im Februar 2025 erzielte er gegen den Gastgeber ein Fifty (58 Runs) und gegen Südafrika ein Century über 133* Runs aus 113 Bällen, wobei er für letzteres ausgezeichnet wurde. In der anschließenden ICC Champions Trophy 2025 gelang ihm ein Fifty (81 Runs) in der Vorrunde gegen Indien und ein Century über 102 Runs aus 94 Bällen im siegreichen Halbfinale gegen Südafrika. Im Finale unterlag das Team dann erneut gegen Indien. In der Folge nahm er Abstand von der Nationalmannschaft und bevorzugte stattdessen in den weltweiten T20-Liegen aktiv zu sein.